# Église méthodiste (Irlande)
L'Église méthodiste est une Église wesleyaniste méthodiste active en Irlande et en Irlande du Nord. Elle maintient des liens étroits avec l'Église méthodiste de Grande-Bretagne.
Elle est membre du Conseil méthodiste mondial et au Conseil œcuménique des Églises.